# Boswalstro
Boswalstro (Galium sylvaticum) is een overblijvende plant, die behoort tot de sterbladigenfamilie.
De soort staat op de Nederlandse Rode lijst van planten als een soort die in Nederland na 1978 is verdwenen. In België is boswalstro vrij algemeen in de Ardennen. De plant komt van nature voor in Midden-Europa en is van daaruit verspreid naar Noord-Amerika.
De plant wordt 50-100 cm (soms tot 140 cm) hoog. De los vertakte, gladde, ronde stengel heeft vier zwak ontwikkelde lengteribben en is op de knopen verdikt. De jonge stengels zijn blauwgroen. Het blad is lang-lancetvormige, 2-4 cm lang en 3-10 mm breed. De bladeren zitten met 6-8 bladeren stervormige bij elkaar. De bovenkant van de bladeren is blauwachtig berijpt en de onderkant grijsgroen.
Boswalstro bloeit van juli tot in augustus met 2-3 mm grote, melkwitte bloemen, die in pluimvormige bloeiwijze zitten. De slippen van de bloemkroon zijn spits met een zeer kort topspitsje. De bloemknoppen zijn meestal knikkend.
De blauwgroene, kogelvormige vruchten zijn glad of iets rimpelig. Ze worden door mieren en reeën verspreid.
De plant komt voor in lichte loofbossen in heuvelgebieden en rivierdalen op vochtige, matig voedselarme, zwak zure grond (leem en löss). Boswalstro behoort tot de Galio-Carpinetum plantengemeenschap.

## In andere talen
- Duits: Wald-Labkraut
- Engels: Wood Bedstraw
- Frans: Gaillet des forêts